# Aldo Cavalli

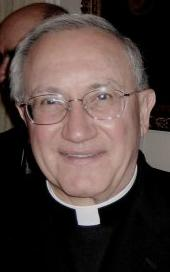
Erzbischof Aldo Cavalli (2008)

Aldo Cavalli (* 18. Oktober 1946 in Maggianico di Lecco, Provinz Lecco, Italien) ist ein italienischer Geistlicher, römisch-katholischer Erzbischof und Diplomat des Heiligen Stuhls.

## Leben
Aldo Cavalli studierte Katholische Theologie und Philosophie am Priesterseminar von Bergamo und am Päpstlichen Römischen Priesterseminar. Er empfing am 18. März 1971 durch den Bischof von Bergamo, Erzbischof Clemente Gaddi, das Sakrament der Priesterweihe. Cavalli unterrichtete von 1971 bis 1975 Literatur am Priesterseminar von Bergamo. Zudem studierte er in dieser Zeit Politik- und Sozialwissenschaften an der Università Cattolica del Sacro Cuore in Mailand. 1975 wurde Aldo Cavalli nach Rom an die Päpstliche Diplomatenakademie entsandt, wo er das Lizenziat in Kanonischem Recht und in Katholischer Theologie erwarb. Zudem wurde er im Fach Politikwissenschaften promoviert. 
Am 15. April 1979 trat Aldo Cavalli in den diplomatischen Dienst des Heiligen Stuhls ein. Papst Johannes Paul II. verlieh ihm am 3. Juni 1980 den Ehrentitel Kaplan Seiner Heiligkeit (Monsignore). Cavalli war von 1979 bis 1983 in der Apostolischen Nuntiatur in Burundi und von 1983 bis 1996 im Staatssekretariat als Mitarbeiter im Rang eines Nuntiaturrats 1. Klasse tätig. Am 26. November 1992 verlieh ihm Johannes Paul II. den Titel Ehrenprälat Seiner Heiligkeit.
Am 2. Juli 1996 ernannte ihn Johannes Paul II. zum Titularerzbischof von Vibo und bestellte ihn zum Apostolischen Nuntius in São Tomé und Príncipe sowie zum Apostolischen Delegaten in Angola. Die Bischofsweihe spendete ihm Kardinalstaatssekretär Angelo Sodano am 26. August 1996; Mitkonsekratoren waren der Bischof von Bergamo, Roberto Amadei, und der Bischof von Crema, Angelo Paravisi. Am 1. September 1997 wurde Aldo Cavalli Apostolischer Nuntius in Angola. Am 28. Juni 2001 bestellte ihn Papst Johannes Paul II. zum Apostolischen Nuntius in Chile. Papst Benedikt XVI. ernannte ihn am 29. Oktober 2007 zum Apostolischen Nuntius in Kolumbien. Am 16. Februar 2013 ernannte ihn Papst Benedikt XVI. zum Apostolischen Nuntius in Malta. Am 13. April 2013 ernannte ihn Papst Franziskus zusätzlich zum Apostolischen Nuntius in Libyen.
Am 21. März 2015 ernannte ihn Papst Franziskus zum Apostolischen Nuntius in den Niederlanden und am 27. November 2021 auf unbestimmte Zeit und ad nutum Sanctae Sedis zum Apostolischen Visitator mit besonderem Aufgabengebiet für den Wallfahrtsort und Pfarrei Međugorje.